# 陈如桂
陈如桂（1962年9月—），男，汉族，广东廉江人，中华人民共和国政治人物。中南工业大学在职工学博士学位，高级工程师。曾任中共中山市委书记、深圳市人民政府市长、广东省人大常委会副主任。

## 个人经历
1979年在桂林冶金地质学院物探系地球物理勘探专业学习，至1983年毕业，8月参加工作，留校任教。1986年在中南工业大学地质系应用地球物理专业硕士研究生学习（1989年毕业）。
1989年大学毕业后一直在广州城建系统工作，直至2007年。1992年10月加入中国共产党。在此期间历任广州市建筑科学研究所测试技术研究室副主任、主任、广州市建筑科学研究所副所长、广州市建筑科学研究院院长、市建筑集团有限公司副总工程师、广州市建筑集团有限公司党委副书记、副董事长、副总经理、董事长、总经理、广州市建设委员会副主任、主任、市建设工委书记。
2007年3月调入广州市人民政府工作，历任秘书长、市政府党组成员、市政府办公厅党组书记，2010年任中共广州市委常委、市委秘书长，2011年12月任市政府常务副市长，2015年9月任中共广州市委副书记、市委政法委书记。
2016年9月，任中共中山市委书记、中山市人大常委会党组书记。2017年1月，当选中山市人大常委会主任。2017年5月，当选中国共产党广东省第十二届委员会委员。
2017年7月，任中共深圳市委副书记、深圳市人民政府副市长、代市长，是自李灏之后第一位廣東本省籍人士出任深圳市长。同年8月，陳如桂正式成為市長。2018年2月，当选第十三届全国人大代表。
2021年4月，不再担任中共深圳市委副书记、市人民政府市长职务，改任广东省人大常委会党组成员。并于翌年1月当选为广东省人大常委会副主任。
2022年6月，因涉嫌严重违纪违法，接受中央纪委国家监委纪律审查和监察调查。
2022年6月24日，被广东省人大常委会罢免全国人民代表大会代表职务，代表资格终止。12月30日，陈如桂被开除中共党籍和公职。2023年1月18日，中国最高人民检察院网站表示陈如桂受贿一案已由国家监察委员会调查终结，移送检察机关审查起诉。最高人民检察院作出对陈如桂作出逮捕决定。2024年8月6日上午，广西壮族自治区南宁市中级人民法院一审公开宣判，对陈如桂以受贿罪判处无期徒刑，剥夺政治权利终身，并处没收个人全部财产；对其受贿所得财物及孳息依法予以追缴，上缴国库。判决书显示，陈如桂的贪腐行为开始于广州市建委主任一职，时间跨度达20年，受贿金额为1.08亿余元人民币，其中部分尚未实际取得。

## 任内成就
陈如桂在广州城建系统工作期间，他为广州的城市建设作出了杰出贡献。他在担任广州市建筑科学研究院院长期间，利用自身的专业优势，引进德国盾构施工技术设备，组建了广州市盾建公司，并出任董事长。在广州地铁2号线施工过程中也创造了当时国内日进度、月进度最快，施工质量最好地铁盾构施工纪录，由此广州成为了中国盾构施工法发展最快、应用最多的城市。此外，陈如桂以市建委主任和分管城建的常务副市长身份，消灭了1997年亞洲金融危機后所出现的72栋“烂尾楼”。他还担任过广东省岩土力学学会理事长、中国土木建筑学会副理事长。在1997年，陈如桂被评为广州市市管优秀专家，2000年被评为国务院政府特殊津贴专家。
他在担任广州市市领导、中山市委书记期间，十分重视与公众和媒体的互动。而在主政中山期间，他也多次表示中山要“主动融入粵港澳大灣區”。